# Que calor
Que calor è un singolo del gruppo musicale dancehall statunitense Major Lazer, in collaborazione con il cantante e produttore discografico colombiano J Balvin e con il solista dominicano El Alfa.

## Descrizione
Il singolo è stato prodotto da Diplo ed è il secondo estratto dal quarto album in studio di Major Lazer Music Is the Weapon e rappresenta la seconda collaborazione tra Major Lazer e J Balvin, dopo Buscando Huellas (2017). Contiene un sample del classico di cumbia Curara, brano della cantante Totó la Momposina del 1993.
Gli artisti hanno pubblicato una traduzione del brano in inglese.

## Video musicale
Il video musicale è stato pubblicato sul canale YouTube dei Major Lazer l'11 settembre del 2019.

## Successo commerciale
Al 19 settembre 2019, la canzone registra un guadagno del 487% dalle vendite negli Stati Uniti, ottenendo 4 000 download, secondo Music Control.
Con questo singolo, Major Lazer entra a far parte (per la prima volta) dell'elenco dei 17 DJ, in ordine per le vendite di canzoni latine digitali nel 2019.

## Tracce
1. "Que calor" (feat. J Balvin & El Alfa) – 2:49
2. "Que calor" (with J Balvin & El Alfa) (Michael Bibi's 6am Dub) – 6:13
3. "Qué calor" (with J Balvin) (Badshah Remix) – 2:41
4. "Que calor" (with J Balvin) (Saweetie Remix) – 2:32
5. "Que calor" (with J Balvin & El Alfa) (Good Times Ahead Remix) – 3:26
6. "Que calor" (with J Balvin & El Alfa) (La Fuente Remix) – 4:05
7. "Que calor" (with J Balvin & El Alfa) – 2:49
8. "Que calor" (with J Balvin & El Alfa) (Sunnery James & Ryan Marciano Remix) – 2:59
9. Que calor" (with J Balvin & El Alfa) (Damien N-Drix Remix) – 2:51
10. "Que calor" (with J Balvin & El Alfa) (Redfield Remix) – 5:11
11. "Que calor" (with J Balvin & El Alfa) (Aaar Remix) – 2:24

Durata totale: 38:00

## Classifiche
| Classifica                           | Posizione massima |
| ------------------------------------ | ----------------- |
| Argentina                            | 70                |
| Belgio (Vallonia)                    | 11                |
| Belgio (Fiandre)                     | 28                |
| Croazia                              | 100               |
| Francia                              | 14                |
| Italia                               | 48                |
| Paesi Bassi                          | 91                |
| Portogallo                           | 98                |
| Spagna                               | 18                |
| Svizzera                             | 53                |
| Stati Uniti (Bubbling Under Hot 100) | 23                |